# Rugal
Rugal (루갈?) è una serie televisiva sudcoreana trasmessa su OCN dal 28 marzo al 17 maggio 2020, ed in Italia attraverso Netflix. È basata sul webtoon omonimo di Rilmae pubblicato nel 2016.

## Trama
Durante un'indagine per demolire l'organizzazione criminale Argos, l'investigatore Kang Ki-bum viene attaccato e perde gli occhi; viene inoltre ingiustamente accusato dell'omicidio della moglie. Ki-bum riceve l'aiuto dell'organizzazione speciale di biotecnologia Rugal, un gruppo speciale organizzato dal NIS che crea equipaggiamento per "armi umane" con poteri speciali: l'ex investigatore ottiene così degli occhi artificiali con abilità uniche. Insieme agli altri membri della Rugal, Kang Ki-bum intraprende la sua missione per distruggere il gruppo Argos una volta per tutte.

## Personaggi
- Kang Ki-bum, interpretato da Choi Jin-hyuk
- Hwang Deuk-goo, interpretato da Park Sung-woong
- Han Tae-woong, interpretato da Cho Dong-hyuk
- Song Mi-na, interpretata da Jung Hye-in
- Choi Geun-chul, interpretato da Kim Min-sang
- Lee Kwang-chul, interpretato da Park Sun-ho
- Choi Ye-won, interpretata da Han Ji-wan

## Produzione
Il drama è diretto da Kang Chul-woo e sceneggiato da Do Hyun e dallo scrittore originale Rilmae. La prima lettura del copione è avvenuta a ottobre 2019, con una conferenza stampa il successivo 23 marzo 2020.